# نامبارين انخبايار
نامبارين إنخبايار (بالمنغولية: Намбарын Энхбаяр) (و. 1958 – م) هو سياسي من منغوليا ولد في أولان باتور.
تولى إنخبايار سابقاً منصب رئيس منغوليا (2005-06-24–2009-06-18)، ورئيس وزراء منغوليا (2000-07-26–2004-08-20)، وهو حالياً في طور الترشح لمنصب وزير ثقافة قلميقيا.

## التعليم
تعلم في جامعة ليدز.

## روابط خارجية
- نامبارين انخبايار على موقع الموسوعة البريطانية (الإنجليزية)
- نامبارين انخبايار على موقع مونزينجر (الألمانية)